# Donna Ringrose
Pour les articles homonymes, voir Ringrose.
Donna Ringrose (née à Campbell's Bay dans l’Outaouais, une région de la province de Québec au Canada) est une joueuse canadienne de hockey sur glace.

## Carrière comme joueuse
De 2004 à 2006, Ringrose évolue pour les Islanders du Collège John Abbott dans la Ligue de hockey féminin collégial AA du Québec.

### Stringers de Concordia
Ringrose joue pendant trois saisons (2006 à 2009) avec les Stingers de Concordia, dans le championnat universitaire canadien. Lors de sa dernière saison universitaire, au tournoi annuel Theresa Humes, Ringrose mène les Stringers en finale de championnat mais perdent face aux Martlets de McGill. C'est la répétition du même scénario lors des finales de la conférence du Québec de 2009 où les stringers sont défaits par les Martlets.

### Stars de Montréal
En 2009-10, Ringrose est membre des Stars de Montréal dans la Ligue canadienne de hockey féminin (LCHF). Sa performance lui permet d'être élue sur l'équipe d'étoiles des recrues de la ligue. Lors de sa seconde saison avec les Stars, elle marque 4 buts et a 2 mentions d'aide pour un total de 6 points en 26 matchs. Elle est de l'équipe des Stars qui remporte le championnat de saison régulière et la coupe Clarkson 2011.

## Prix et distinctions individuelles
- Championne de la Coupe Clarkson (2011)[7]
- Élue sur l'équipe d'étoiles des recrues de la LCHF (2009-10)
- Lauréat du trophée Theresa Humes dans la SIC[8]. (2008-09)